# Dr. Suwelack
Dr. Suwelack ist ein deutscher Lebensmittelhersteller aus Billerbeck. Das Unternehmen wurde 1927 als Dauermilchfabrik gegründet. Im Laufe der Zeit wurde das Trocknungsverfahren modernisiert und die Produktpalette diversifiziert. Seit 1963 hat sich die Firma auf die Gefriertrocknung von Lebensmitteln spezialisiert.

## Geschichte
Am 29. September 1884 gründete Josef Suwelack die moderne Dampfmolkerei Billerbeck mit 55 Landwirten aus der Umgebung. 1910 wurde die Trockenmilchproduktion aufgenommen. Im gleichen Jahr entstand die Nährmittelfabrik GmbH, in der vor allem Gebäck, Waffeln und Kekse produziert wurden. Daran waren die Molkerei mit 50 %, Josef und Richard Suwelack mit je 25 % beteiligt. Die Weltwirtschaftskrise führte 1924 dieses Unternehmen in die Insolvenz. Josef Suwelack sen. und dessen Sohn Richard Suwelack schieden im gleichen Jahr aus der Geschäftsführung der Molkerei aus; der Betrieb wurde daraufhin an die Gelsenkirchener Milchhändlergenossenschaft verpachtet. 
1927 führt Otto Suwelack in einem eigenen Unternehmen die Trockenmilchproduktion fort und gründete die  Dr. Otto Suwelack Dauermilchfabrik. Nach dem Zweiten Weltkrieg expandierte das Unternehmen und erweiterte die Produktpalette. 1962 übernahm nach dem Tode seines Vaters Wolfgang Suwelack die Firma, damals 25 Jahre alt. Unter seiner Führung wurde 1963 das neuartige Verfahren der Gefriertrocknung eingeführt und weiterentwickelt, das die Haltbarkeit von Lebensmitteln revolutionierte. 2006 wurde die Firma an Arend Oetker, Schwartau, veräußert.